# Lucie Hradecká
Lucie Hradecká (Prága, 1985. május 21. –) olimpiai ezüst- és bronzérmes, háromszoros Grand Slam-tornagyőztes, ötszörös Fed-kupa-győztes cseh hivatásos teniszezőnő.
2002–2022 közötti profi pályafutása során egyéniben nem tudott WTA-tornát nyerni, hét döntőt veszített el, az ITF-tornákon azonban 20 alkalommal végzett az első helyen. Párosban WTA-tornán elért 26 tornagyőzelem mellett 35 ITF-tornán diadalmaskodott. Pályafutása első legnagyobb sikerét 2011-ben a Roland Garroson, oldalán honfitársával, Andrea Hlaváčkovával, érte el. 2012-ben  szintén Hlaváčkovával a wimbledoni teniszbajnokságon, néhány héttel később ugyanazon a helyszínen, de már a londoni olimpián, majd a US Openen és az év végi világbajnokságon is döntőbe jutottak, azonban mind a négyszer vereséget szenvedtek. A 2013-as Roland Garroson honfitársa, František Čermák oldalán vegyes párosban diadalmaskodott, miután néhány hónappal korábban az Australian Openen is a döntőig jutottak. A 2013-as US Openen Andrea Hlaváčkovával párosban megszerezte harmadik Grand Slam-tornagyőzelmét. Egyéniben a legjobb eredménye Grand Slam-tornán a 3. kör volt, amelyig a 2015-ös Australian Openen jutott.
A 2012-es londoni olimpián Andrea Hlaváčkovával párban ezüstérmet, míg 2016-ban Rio de Janeiróban vegyes párosban Radek Štěpánekkel bronzérmet szerzett.
A cseh Fed-kupa-csapatban 2010-ben debütált, és öt alkalommal (2011, 2012, 2014, 2015, 2016) volt tagja a kupát elnyert cseh válogatottnak. Összesen 14 alkalommal lépett pályára.
A világranglistán a legjobb helyezése egyéniben a 41. hely volt 2011. június 6-án, míg párosban a negyedik helyig jutott 2012. október 22-én.
2022 októberében jelentette be visszavonulását.

## Grand Slam-döntői

### Páros

#### Győzelmei (2)
| Év   | Torna         | Borítás | Partner           | Ellenfelek a döntőben          | Eredmény a döntőben |
| 2011 | Roland Garros | Salak   | Andrea Hlaváčková | Szánija Mirza Jelena Vesznyina | 6–4, 6–3            |
| 2013 | US Open       | Kemény  | Andrea Hlaváčková | Ashleigh Barty Casey Dellacqua | 6–7(4), 6–1, 6–4    |

#### Elveszített döntői (4)
| Év   | Torna           | Borítás | Partner            | Ellenfelek a döntőben          | Eredmény a döntőben |
| 2012 | Wimbledon       | Fű      | Andrea Hlaváčková  | Serena Williams Venus Williams | 5–7, 4–6            |
| 2012 | US Open         | Kemény  | Andrea Hlaváčková  | Sara Errani Roberta Vinci      | 4–6, 2–6            |
| 2016 | Australian Open | Kemény  | Andrea Hlaváčková  | Martina Hingis Szánija Mirza   | 6–7(1), 3–6         |
| 2017 | US Open         | Kemény  | Kateřina Siniaková | Csan Jung-zsan Martina Hingis  | 3–6, 2–6            |

### Vegyes páros

#### Győzelmei (1)
| Év   | Torna         | Borítás | Partner          | Ellenfelek a döntőben             | Döntő eredménye  |
| 2013 | Roland Garros | Kemény  | František Čermák | Kristina Mladenovic Daniel Nestor | 1–6, 6–4, [10–6] |

#### Elveszített döntői (2)
| Év   | Torna           | Borítás | Partner          | Ellenfelek a döntőben            | Döntő eredménye |
| 2013 | Australian Open | Kemény  | František Čermák | Jarmila Gajdošová Matthew Ebden  | 3–6, 5–7        |
| 2015 | Roland Garros   | Salak   | Marcin Matkowski | Bethanie Mattek-Sands Mike Bryan | 6–7(3), 1–6     |

## WTA-döntői

### Egyéni
| Összesítés           |                        |                               |
| Grand Slam-torna (0) |                        |                               |
| Tier I (0)           | Premier Mandatory* (0) | WTA 1000 (kötelező)** (0)     |
| Tier II (0)          | Premier Five* (0)      | WTA 1000 (nem kötelező)** (0) |
| Tier III (0)         | Premier* (0)           | WTA 500** (0)                 |
| Tier IV (0)          | International* (0)     | WTA 250** (0)                 |
| Tier V (0)           | Challenger* (0)        |                               |

- * 2009-től megváltozott a tornák rendszere. Challenger tornákat 2012-től rendeznek. Az egymás mellett azonos színnel jelölt tornatípusok között nincs teljes mértékű megfelelés.
- **2021-től megváltozott a tornák kategóriáinak elnevezése.

#### Elveszített döntői (7)
|    | Dátum                | Torna                                                   | Borítás    | Ellenfél a döntőben | Eredmény      | Eredmény    |
| 1. | 2008. július 20.     | Gastein Ladies, Bad Gastein                             | Salak      | Pauline Parmentier  | 4–6, 4–6      |             |
| 2. | 2009. május 23.      | Internationaux de Strasbourg, Strasbourg                | Salak      | Aravane Rezaï       | 6–7(2), 1–6   |             |
| 3. | 2009. augusztus 2.   | Istanbul Cup, Isztambul                                 | Kemény     | Vera Dusevina       | 0–6, 1–6      |             |
| 4. | 2011. április 30.    | Barcelona Ladies Open, Barcelona                        | Salak      | Roberta Vinci       | 6–4, 2–6, 2–6 |             |
| 5. | 2012. szeptember 16. | Bell Challenge, Québec                                  | Kemény (f) | Kirsten Flipkens    | 1–6, 5–7      | (részletek) |
| 6. | 2013. május 25.      | Internationaux de Strasbourg, Strasbourg, Franciaország | Salak      | Alizé Cornet        | 6–7(4), 0–6   |             |
| 7. | 2015. május 2.       | Sparta Prague Open, Prága, Csehország                   | Salak      | Karolína Plíšková   | 6–4, 5–7, 3–6 |             |

### Páros

#### Győzelmei (26)
| Összesítés           |                        |                               |
| Grand Slam-torna (2) |                        |                               |
| Tier I (0)           | Premier Mandatory* (0) | WTA 1000 (kötelező)** (0)     |
| Tier II (0)          | Premier Five* (3)      | WTA 1000 (nem kötelező)** (0) |
| Tier III (2)         | Premier* (2)           | WTA 500** (0)                 |
| Tier IV (3)          | International* (12)    | WTA 250** (2)                 |
| Tier V (0)           | Challenger* (0)        |                               |

- * 2009-től megváltozott a tornák rendszere. Challenger tornákat 2012-től rendeznek. Az egymás mellett azonos színnel jelölt tornatípusok között nincs teljes mértékű megfelelés.
- **2021-től megváltozott a tornák kategóriáinak elnevezése.

|     | Dátum                | Torna                                                 | Borítás     | Partner              | Ellenfelek a döntőben               | Eredmény a döntőben | Eredmény a döntőben |
| 1.  | 2006. szeptember 24. | Banka Koper Slovenia Open, Portorož                   | Kemény      | Renata Voráčová      | Jelena Kostanić Katarina Srebotnik  | 6–4, 5–7, 6–2       |                     |
| 2.  | 2007. július 29.     | Gastein Ladies, Bad Gastein                           | Salak       | Renata Voráčová      | Szávay Ágnes Vladimíra Uhlířová     | 6–3, 7–5            |                     |
| 3.  | 2007. szeptember 23. | Banka Koper Slovenia Open, Portorož                   | Kemény      | Renata Voráčová      | Andreja Klepač Jelena Lihovceva     | 5–7, 6–4, [10–7]    |                     |
| 4.  | 2008. május 4.       | ECM Prague Open, Prága                                | Salak       | Andrea Hlaváčková    | Jill Craybas Michaëlla Krajicek     | 1–6, 6–3, [10–6]    |                     |
| 5.  | 2008. július 20.     | Gastein Ladies, Bad Gastein                           | Salak       | Andrea Hlaváčková    | Szeszil Karatancseva Nataša Zorić   | 6–3, 6–3            |                     |
| 6.  | 2009. július 26.     | Gastein Ladies, Bad Gastein                           | Salak       | Andrea Hlaváčková    | Tatjana Malek Andrea Petković       | 6–2, 6–4            |                     |
| 7.  | 2009. augusztus 2.   | Istanbul Cup, Isztambul                               | Kemény      | Renata Voráčová      | Julia Görges Patty Schnyder         | 2–6, 6–3, [12–10]   |                     |
| 8.  | 2010. január 9.      | Brisbane International, Brisbane                      | Kemény      | Andrea Hlaváčková    | Czink Melinda A. Parra Santonja     | 2–6, 7–6(3), [10–4] |                     |
| 9.  | 2010. július 25.     | Gastein Ladies, Bad Gastein                           | Salak       | A. Medina Garrigues  | Tathiana Garbin Bacsinszky Tímea    | 6–7(2), 6–1, [10–5] |                     |
| 10. | 2011. június 3.      | Roland Garros, Párizs                                 | Salak       | Andrea Hlaváčková    | Szánija Mirza Jelena Vesznyina      | 6–4, 6–3            | (részletek)         |
| 11. | 2011. július 17.     | Gastein Ladies, Bad Gastein                           | Salak       | Eva Birnerová        | Jarmila Gajdošová Julia Görges      | 4–6, 6–2, [12–10]   |                     |
| 12. | 2012. január 7.      | ASB Classic, Auckland                                 | Kemény      | Andrea Hlaváčková    | Julia Görges Flavia Pennetta        | 6–7(2), 6–2, [10–7] | (részletek)         |
| 13. | 2012. február 26.    | Memphis International, Memphis                        | Kemény (f)  | Andrea Hlaváčková    | Vera Dusevina Volha Havarcova       | 6–3, 6–4            |                     |
| 14. | 2012. augusztus 19.  | Western & Southern Open, Mason                        | Kemény      | Andrea Hlaváčková    | Katarina Srebotnik Cseng Csie       | 6–1, 6–3            | (részletek)         |
| 15. | 2012. október 21.    | BGL Luxembourg Open, Luxembourg                       | Kemény (f)  | Andrea Hlaváčková    | Irina-Camelia Begu Monica Niculescu | 6–3, 6–4            | (részletek)         |
| 16. | 2013. július 14.     | Budapest Grand Prix, Budapest                         | Salak       | Andrea Hlaváčková    | Nyina Bratcsikova Ana Tatisvili     | 6–4, 6–1            | (részletek)         |
| 17. | 2013. szeptember 8.  | US Open, New York, Egyesült Államok                   | Kemény      | Andrea Hlaváčková    | Ashleigh Barty Casey Dellacqua      | 6–7(4), 6–1, 6–4    | részletek           |
| 18. | 2014. szeptember 14. | Coupe Banque Nationale, Québec, Kanada                | Szőnyeg (f) | Mirjana Lučić-Baroni | Julia Görges Andrea Hlaváčková      | 6–3, 7–6(8)         |                     |
| 19. | 2015. augusztus 29.  | Connecticut Open, New Haven, Egyesült Államok         | Kemény      | Julia Görges         | Csuang Csia-zsung Liang Csen        | 6–3, 6–1            |                     |
| 20. | 2016. szeptember 18. | Bell Challenge, Québec, Kanada                        | Szőnyeg (f) | Andrea Hlaváčková    | Alla Kudrjavceva Alekszandra Panova | 7–6(2), 7–6(2)      |                     |
| 21. | 2016. október 21.    | Kremlin Cup, Moszkva, Oroszország                     | Kemény (f)  | Andrea Hlaváčková    | Daria Gavrilova Darja Kaszatkina    | 4–6, 6–0, [10–7]    |                     |
| 22. | 2018. augusztus 19.  | Western & Southern Open, Cincinnati, Egyesült Államok | Kemény      | Jekatyerina Makarova | Elise Mertens Demi Schuurs          | 6–2, 7–5            |                     |
| 23. | 2019. augusztus 17.  | Western & Southern Open, Cincinnati, Egyesült Államok | Kemény      | Andreja Klepač       | Anna-Lena Grönefeld Demi Schuurs    | 6–4, 6–1            |                     |
| 24. | 2020. augusztus 16.  | Prague Open, Prága, Csehország                        | Kemény      | Kristýna Plíšková    | Monica Niculescu Raluca Olaru       | 6–2, 6–2            |                     |
| 25. | 2021. június 20.     | Birmingham Classic, Birmingham, Egyesült Királyság    | Fű          | Marie Bouzková       | Unsz Dzsábir Ellen Perez            | 6–4, 2–6, [10–8]    |                     |
| 26. | 2021. július         | Prague Open, Prága, Csehország                        | Kemény      | Marie Bouzková       | Viktória Kužmová Nina Stojanović    | 7–6(4), 6–4         |                     |

#### Elveszített döntői (27)
|     | Dátum                | Torna                                            | Borítás      | Partner              | Ellenfelek a döntőben                         | Eredmény a döntőben  | Eredmény a döntőben |
| 1.  | 2006. július 30.     | Budapest Grand Prix, Budapest                    | Kemény       | Renata Voráčová      | Janette Husárová Michaëlla Krajicek           | 6–4, 4–6, 4–6        |                     |
| 2.  | 2009. augusztus 29.  | Pilot Pen Tennis, New Haven                      | Kemény       | Iveta Benešová       | Nuria Llagostera Vives M. J. Martínez Sánchez | 2–6, 5–7             |                     |
| 3.  | 2010. május 1.       | Grand Prix de SAR La Princesse Lalla Meryem, Fez | Salak        | Renata Voráčová      | Iveta Benešová Anabel Medina Garrigues        | 3–6, 1–6             |                     |
| 4.  | 2011. február 19.    | Cellular South Cup, Memphis                      | Kemény (f)   | Andrea Hlaváčková    | Volha Havarcova Alla Kudrjavceva              | 3–6, 6–4, [8–10]     |                     |
| 5.  | 2011. október 23.    | BGL Luxembourg Open, Luxembourg                  | Kemény (f)   | Jekatyerina Makarova | Iveta Benešová Barbora Záhlavová-Strýcová     | 5–7, 3–6             |                     |
| 6.  | 2012. július 7.      | Wimbledon, London                                | Fű           | Andrea Hlaváčková    | Serena Williams Venus Williams                | 5–7, 4–6             | (részletek)         |
| 7.  | 2012. augusztus 5.   | Olimpiai játékok, London                         | Fű           | Andrea Hlaváčková    | Serena Williams Venus Williams                | 4–6, 4–6             | (részletek)         |
| 8.  | 2012. augusztus 25.  | New Haven Open, New Haven                        | Kemény       | Andrea Hlaváčková    | Liezel Huber Lisa Raymond                     | 6–4, 0–6, [4–10]     | (részletek)         |
| 9.  | 2012. szeptember 9.  | US Open, New York                                | Kemény       | Andrea Hlaváčková    | Sara Errani Roberta Vinci                     | 4–6, 2–6             | (részletek)         |
| 10. | 2012. október 28.    | WTA Tour Championships, Isztambul                | Kemény (f)   | Andrea Hlaváčková    | Marija Kirilenko Nagyja Petrova               | 1–6, 4–6             | (részletek)         |
| 11. | 2014. január 4.      | ASB Classic, Auckland                            | Kemény       | Michaëlla Krajicek   | Sharon Fichman Maria Sanchez                  | 6–2, 0–6, [4–10]     |                     |
| 12. | 2014. október 18.    | BGL Luxembourg Open, Luxembourg                  | Kemény (f)   | Barbora Krejčíková   | Bacsinszky Tímea Kristina Barrois             | 6-3, 4-6, [4-10]     |                     |
| 13. | 2015. február 28.    | Abierto Mexicano Telcel, Acapulco                | Kemény       | Andrea Hlaváčková    | Lara Arruabarrena María Teresa Torró Flor     | 6–7(2), 7–5, [11–13] |                     |
| 14. | 2015. június 21.     | AEGON Classic, Birmingham                        | Fű           | Andrea Hlaváčková    | Garbiñe Muguruza Carla Suárez Navarro         | 4-6, 4-6             |                     |
| 15. | 2015. július 26.     | Gastein Ladies, Bad Gastein                      | Salak        | Lara Arruabarrena    | Danka Kovinić Stephanie Vogt                  | 6–4, 4–6, [3–10]     |                     |
| 16. | 2015. október 18.    | Generali Ladies Linz, Linz                       | Kemény       | Andrea Hlaváčková    | Raquel Kops-Jones Abigail Spears              | 3–6, 5–7             |                     |
| 17. | 2016. január 29.     | Australian Open, Melbourne                       | Kemény       | Andrea Hlaváčková    | Martina Hingis Szánija Mirza                  | 6–7(1), 3–6          | >részletek          |
| 18. | 2017. február 5.     | Taiwan Open, Kaohsziang                          | Kemény       | Kateřina Siniaková   | Csan Hao-csing Csan Jung-zsan                 | 4–6, 2–6             |                     |
| 19. | 2017. március 18.    | BNP Paribas Open, Indian Wells                   | Kemény       | Kateřina Siniaková   | Martina Hingis Csan Jung-zsan                 | 6–7(4), 2–6          |                     |
| 20. | 2017. április 9.     | WTA Charleston, Charleston                       | Salak (zöld) | Kateřina Siniaková   | Bethanie Mattek-Sands Lucie Šafářová          | 1–6, 6–4, [7–10]     |                     |
| 21. | 2017. május 5.       | Sparta Prague Open, Prága                        | Salak        | Kateřina Siniaková   | Květa Peschke Anna-Lena Grönefeld             | 4–6, 6–7(3)          |                     |
| 22. | 2017. szeptember 10. | US Open, New York                                | Kemény       | Kateřina Siniaková   | Csan Jung-zsan Martina Hingis                 | 3–6, 2–6             | részletek           |
| 23. | 2019. február 23.    | Dubai Duty Free Tennis Championships, Dubaj      | Kemény       | Jekatyerina Makarova | Hszie Su-vej Barbora Strýcová                 | 4–6, 4–6             |                     |
| 24. | 2020. november 15.   | Linz Open, Linz                                  | Kemény (f)   | Kateřina Siniaková   | Arantxa Rus Tamara Zidanšek                   | 3–6, 4–6             |                     |
| 25. | 2021. április 11.    | Volvo Cars Open, Charleston                      | Salak (zöld) | Marie Bouzková       | Nicole Melichar Demi Schuurs                  | 2–6, 4–6             |                     |
| 26. | 2022. április 11.    | WTA Charleston, Charleston                       | Salak (zöld) | Szánija Mirza        | Andreja Klepač Magda Linette                  | 2–6, 6–4, [7–10]     |                     |
| 27. | 2022. május 21.      | Internationaux de Strasbourg, Strasbourg         | Salak        | Szánija Mirza        | Nicole Melichar-Martinez Daria Saville        | 7–5, 5–7, [6–10]     |                     |

## Eredményei Grand Slam-tornákon

### Egyéniben
| Grand Slam | Australian Open | Australian Open  | Roland Garros  | Roland Garros    | Wimbledon      | Wimbledon           | US Open        | US Open          |
| Év         | Eredmény        | Utolsó ellenfél  | Eredmény       | Utolsó ellenfél  | Eredmény       | Utolsó ellenfél     | Eredmény       | Utolsó ellenfél  |
| 2005       | –               | –                | –              | –                | Selejtező      | Selejtező           | Selejtező      | Selejtező        |
| 2006       | Selejtező       | Selejtező        | Selejtező      | Selejtező        | Selejtező      | Selejtező           | –              | –                |
| 2007       | Selejtező       | Selejtező        | –              | –                | –              | –                   | Selejtező      | Selejtező        |
| 2008       | Selejtező       | Selejtező        | Selejtező      | Selejtező        | Selejtező      | Selejtező           | Selejtező      | Selejtező        |
| 2009       | Selejtező (Q1)  | Selejtező (Q1)   | 2. kör         | C. S. Navarro    | 1. kör         | Ana Ivanović        | 1. kör         | J. Vesznyina     |
| 2010       | 1. kör          | Sahar Peér       | 1. kör         | A. Dulgheru      | 1. kör         | V. Lepchenko        | 1. kör         | Petra Kvitová    |
| 2011       | 1. kör          | Alberta Brianti  | 2. kör         | Andrea Petković  | 1. kör         | Lucie Šafářová      | 1. kör         | K. Bondarenko    |
| 2012       | 2. kör          | Vera Zvonarjova  | 1. kör         | Julia Görges     | 1. kör         | A. Kerber           | 2. kör         | Mallory Burdette |
| 2013       | 2. kör          | Angelique Kerber | 1. kör         | Ashleigh Barty   | 1. kör         | Karin Knapp         | 1. kör         | Angelique Kerber |
| 2014       | 2. kör          | Lucie Šafářová   | Selejtező (Q1) | Selejtező (Q1)   | Selejtező (Q2) | Selejtező (Q2)      | Selejtező (Q1) | Selejtező (Q1)   |
| 2015       | 3. kör          | Julia Görges     | 2. kör         | V Azaranka       | 1. kör         | Agnieszka Radwańska | 1. kör         | V Azaranka       |
| 2016       | 1. kör          | Daria Gavrilova  | 1. kör         | Barbora Strýcová | Selejtező (Q1) | Selejtező (Q1)      | Selejtező (Q2) | Selejtező (Q2)   |
| 2017       | Selejtező (Q2)  | Selejtező (Q2)   | Selejtező (Q3) | Selejtező (Q3)   | Selejtező (Q2) | Selejtező (Q2)      | Selejtező (Q2) | Selejtező (Q2)   |
| 2018       | –               | –                | –              | –                | –              | –                   | Selejtező (Q1) | Selejtező (Q1)   |
| 2019       | Selejtező (Q2)  | Selejtező (Q2)   | –              | –                | elmaradt       | elmaradt            | –              | –                |

### Párosban
| Grand Slam | Australian Open            | Australian Open                     | Roland Garros                 | Roland Garros                         | Wimbledon                     | Wimbledon                             | US Open                       | US Open                               |
| Év         | Eredmény Partner           | Utolsó ellenfél                     | Eredmény Partner              | Utolsó ellenfél                       | Eredmény Partner              | Utolsó ellenfél                       | Eredmény Partner              | Utolsó ellenfél                       |
| 2006       | –                          | –                                   | 1. kör Martina Suchá          | V. Ruano Pascual Paola Suárez         | 3. kör Hana Šromová           | A.-L. Grönefeld M. Shaughnessy        | 1. kör Vladimíra Uhlířová     | Séverine Brémond Tatiana Golovin      |
| 2007       | 1. kör Renata Voráčová     | Vera Dusevina Marija Kirilenko      | 1. kör Renata Voráčová        | K. Srebotnik Szugijama Ai             | 1. kör Renata Voráčová        | Lisa Raymond Samantha Stosur          | 1. kör Renata Voráčová        | Michaëlla Krajicek A. Radwańska       |
| 2008       | 1. kör Renata Voráčová     | S. Foretz Gacon Selima Sfar         | 2. kör Renata Voráčová        | Natalie Grandin R. Kops-Jones         | 1. kör Renata Voráčová        | Viktorija Azaranka Sahar Peér         | 2. kör Renata Voráčová        | Cara Black Liezel Huber               |
| 2009       | 2. kör Andrea Hlaváčková   | Hszie Su-vej Peng Suaj              | 1. kör Andrea Hlaváčková      | Serena Williams Venus Williams        | 1. kör Andrea Hlaváčková      | A. Medina Garrigues V. Ruano Pascual  | 2. kör Andrea Hlaváčková      | Samantha Stosur Rennae Stubbs         |
| 2010       | 3. kör Andrea Hlaváčková   | Venus Williams Serena Williams      | 3. kör Andrea Hlaváčková      | Serena Williams Venus Williams        | 2. kör Andrea Hlaváčková      | Iveta Benešová B. Z.-Strýcová         | 1. kör Andrea Hlaváčková      | D. Hantuchová Caroline Wozniacki      |
| 2011       | 2. kör Andrea Hlaváčková   | Květa Peschke K. Srebotnik          | Győzelem Andrea Hlaváčková    | Szánija Mirza Jelena Vesznyina        | 1. kör Andrea Hlaváčková      | Klaudia Jans Alicja Rosolska          | Negyeddöntő Andrea Hlaváčková | Vania King J. Svedova                 |
| 2012       | Elődöntő Andrea Hlaváčková | Sara Errani Roberta Vinci           | Elődöntő Andrea Hlaváčková    | Marija Kirilenko Nagyja Petrova       | Döntő Andrea Hlaváčková       | Serena Williams Venus Williams        | Döntő Andrea Hlaváčková       | Sara Errani Roberta Vinci             |
| 2013       | 2. kör Andrea Hlaváčková   | Date Kimiko A. Parra Santonja       | Elődöntő Andrea Hlaváčková    | J. Makarova Jelena Vesznyina          | Negyeddöntő Andrea Hlaváčková | Ashleigh Barty Casey Dellacqua        | Győzelem Andrea Hlaváčková    | Ashleigh Barty Casey Dellacqua        |
| 2014       | 3. kör Michaëlla Krajicek  | Sahar Peér S Soler Espinosa         | Elődöntő Michaëlla Krajicek   | Sara Errani Roberta Vinci             | 2. kör Michaëlla Krajicek     | Flavia Pennetta Samantha Stosur       | 3. kör Michaëlla Krajicek     | Zarina Diyas Hszü Ji-fan              |
| 2015       | 3. kör Andrea Hlaváčková   | Klaudia Jans-Ignacik Andreja Klepač | Elődöntő Andrea Hlaváčková    | B Mattek-Sands Lucie Šafářová         | 2. kör Andrea Hlaváčková      | Karin Knapp Roberta Vinci             | 3. kör Andrea Hlaváčková      | A-L Grönefeld Coco Vandeweghe         |
| 2016       | Döntő Andrea Hlaváčková    | Martina Hingis Szánija Mirza        | Negyeddöntő Andrea Hlaváčková | Barbora Krejčíková Kateřina Siniaková | 3. kör Andrea Hlaváčková      | Serena Williams Venus Williams        | 3. kör Andrea Hlaváčková      | Barbora Krejčíková Kateřina Siniaková |
| 2017       | 1. kör Kateřina Siniaková  | A-L Grönefeld Květa Peschke         | Elődöntő Kateřina Siniaková   | Ashleigh Barty Casey Dellacqua        | 3. kör Kateřina Siniaková     | Ninomija Makoto Renata Voráčová       | Döntő Kateřina Siniaková      | Csan Jung-zsan Martina Hingis         |
| 2018       | –                          | –                                   | 1. kör Anna Blinkova          | Viktória Kužmová Magdaléna Rybáriková | 3. kör Hszie Su-vej           | Barbora Krejčíková Kateřina Siniaková | Negyeddöntő J Makarova        | Babos Tímea Kristina Mladenovic       |
| 2019       | 2. kör J Makarova          | Irina Bara Monica Niculescu         | 3. kör Andreja Klepač         | Nicole Melichar Květa Peschke         | 1. kör Andreja Klepač         | María Szákari Ajla Tomljanović        | 1. kör Andreja Klepač         | Unsz Dzsábir Stollár Fanny            |
| 2020       | 1. kör Andreja Klepač      | Hibino Nao Ninomija Makoto          | 1. kör Andreja Klepač         | Marta Kosztyuk A Szasznovics          | elmaradt                      | elmaradt                              | 2. kör Andreja Klepač         | Asia Muhammad Taylor Townsend         |
| 2021       | 2. kör Kristýna Plíšková   | Sharon Fichman Giuliana Olmos       | 3. kör Laura Siegemund        | Magda Linette Bernarda Pera           | Negyeddöntő Marie Bouzková    | Aojama Súko Sibahara Ena              | Negyeddöntő Marie Bouzková    | Gabriela Dabrowski Luisa Stefani      |
| 2022       | 2. kör Marie Bouzková      | Aliona Bolsova Ulrikke Eikeri       | 3. kör Szánija Mirza          | Cori Gauff Jessica Pegula             | 1. kör Szánija Mirza          | Magdalena Fręch B Haddad Maia         | 2. kör Linda Nosková          | Alexa Guarachi Andreja Klepač         |

## Év végi világranglista-helyezései
| Év     | 2003 | 2004 | 2005 | 2006 | 2007 | 2008 | 2009 | 2010 | 2011 | 2012 | 2013 | 2014 | 2015 | 2016 | 2017 | 2018 | 2019 | 2020 | 2021 |
| Egyéni | 410. | 258. | 204. | 174. | 241. | 119. | 65.  | 111. | 51.  | 46.  | 150. | 157. | 53.  | 170. | 184. | 740. | 300. | 491. | 565. |
| Páros  | –    | 593. | 87.  | 53.  | 67.  | 51.  | 42.  | 38.  | 15.  | 4.   | 14.  | 22.  | 17.  | 10.  | 14.  | 32.  | 28.  | 32.  | 29.  |